# Jochen Sachse (Mediziner)
Jochen Sachse (* 7. November 1931 in Halle (Saale); † 6. Januar 2005) war ein deutscher Neurologe und Facharzt für Physiotherapie. Hierbei war er aktiv in der Lehre beteiligt und brachte manualtherapeutische Verfahren in die Physiotherapie in der DDR ein. Er gehörte damit zu den Wegbereitern der Manuellen Medizin.

## Leben und Werk
Nach Abschluss des Medizinstudiums 1957 in seiner Geburtsstadt Halle, leistete Sachse in den folgenden Jahren seine Pflichtassistenz an den dortigen Kliniken. Die Weiterbildung zum Facharzt absolvierte er an der Universitätsklinik für Neurologie und Psychiatrie Halle bei Helmut Rennert, dessen „Lehrbuch der Neurologie und Psychiatrie“ er später durch ein Kapitel „Physiotherapeutische Maßnahmen in der Neurologie“ ergänzte. In seinem weiteren beruflichen Werdegang spezialisierte sich Sachse auf dem Gebiet der Manuellen Medizin. Ab 1958 nahm er an einem Kurssystem der westdeutschen Chirotherapeuten-Vereinigung FAC teil, das unter der Leitung seines Vetters Hanns-Dieter Wolff (aus Trier) im Erzgebirge abgehalten wurde. Hier hat Sachse frühzeitig die Kontakte zur Prager Schule hergestellt, insbesondere zum Neurologen und Manualmediziner Karel Lewit und zu Vladimir Janda. Dank dieser engen Beziehungen konnte das Prager Konzept, welches in der Manuellen Medizin die Einheit von Diagnostik, Therapie und Rehabilitation funktionspathologischer Krankheitsbilder des gesamten Bewegungssystems, einschließlich der Muskulatur und ihrer Steuerung sah, in die Lehrinhalte zur Manuellen Therapie integriert werden. Hierbei begegnete Sachse mutig auch dem Widerstand unter seinen manualmedizinischen (primär arthrologisch fokussierten) Kollegen.
Sachse erwarb an der Poliklinik für Physiotherapie der Charité bei Paul Vogler einen zweiten Facharzttitel. Während seiner stationären Tätigkeit als Neurologe in der Klinik für Physiotherapie in Berlin-Buch ergab sich dann eine fruchtbringende Kombination zur tieferen Analyse von Funktion und Dysfunktion des Bewegungssystems, wo er eine Brücke zwischen Nerven- und Bewegungssystem schlagen konnte. So war Sachse in den Jahren 1969 bis 1975 mit der Durchführung einer neurologisch-manualmedizinische Spezialsprechstunde beauftragt. Im Jahr 1975 übernahm er dann die Leitung des großen ambulanten Institutes für Physiotherapie in Berlin-Friedrichshain mit 70 Mitarbeitern, wo er einen besonderen Schwerpunkt auf die Rehabilitation von Funktionsstörungen des Bewegungssystems setzte.
Im Jahr 1969 veröffentlichte Sachse eine Arbeit zum Thema der „Hypermobilität des Bewegungssystems als potenzieller Krankheitsfaktor“, die er 1976 durch einen gestuften Test zur Beurteilung des Bewegungstyps ergänzte und 1984 durch den Aspekt der zentralen Koordinationsstörung erweiterte. 1973 kam die Erstauflage der Monographie „Manuelle Untersuchung und Mobilisationsbehandlung der Extremitätengelenke“ heraus, welche vor Sachses Tod im Jahre 2005 in insgesamt sieben Auflagen erschien. Neben der Herausgabe des Lehrbuches „Massage in Wort und Bild“ seiner Vorgängerin, Anneliese Hamann, hat Sachse (gemeinsam mit Karla Schildt-Rudloff) 1989 für die ÄMM eine Arbeitsanleitung („Wirbelsäule. Manuelle Untersuchung und Mobilisationsbehandlung“) veröffentlicht.
Weiterhin war Sachse über Jahrzehnte der leitende Ausbilder für Manuelle Medizin in Berlin (DDR) und wurde so zum Begründer des „Berliner Konzeptes“ bzw. der „Berliner Schule“ der Manuellen Medizin, aus der die Ärztegesellschaft für Manuelle Medizin – Ärzteseminar Berlin (ÄMM) e.V. hervorging. In der Gruppe der manualmedizinisch tätigen Ärzte in der „Gesellschaft für Physiotherapie der DDR“ übernahm Sachse – zunächst gemeinsam mit Günther Metz – die Leitung der „Arbeitsgemeinschaft Manuelle Therapie“ (später: „Sektion Manuelle Therapie“). 1988 zwang ihn seine angeschlagene Gesundheit zur Aufgabe seiner Leitungsfunktion im Institut. Er wirkte aber als Schulleiter auch nach der Wiedervereinigung und der Gründung der ÄMM und deren Aufnahme in die Deutsche Gesellschaft für Manuelle Medizin (DGMM) 1991 weiter, bis 1998 Karla Schildt-Rudloff, seine Koautorin in Buch- und Lehrtexten, in diese Funktion eintrat. In seinem Referat auf der 25. Jahrestagung der Gesellschaft für Orthopädie (DDR) in Dresden über „Manualmedizinische Aspekte der zervikalen Schmerzsyndrome am Beispiel der Segmentlockerung“ plädierte er – in Anknüpfung an Alfred Schanz – für eine funktionelle Denkweise in der Diagnostik und Therapie bei Erkrankungen des Bewegungssystems. Die Physiotherapeuten hat Sachse stets als Partner des Arztes wahrgenommen.
Sachse wurde 1993 Ehrenmitglied der ÄMM und der tschechischen Ärztegesellschaft Jana Evangelisty Purkyně.

## Schriften
- Massage in Wort und Bild. Grundlagen und Durchführung der Heilmassage. Begründet von Anneliese Hamann. G. Fischer 1987, ISBN 978-3-437-11135-8.
- Manuelle Untersuchung und Mobilisationsbehandlung der Extremitätengelenke. Berlin, 1973
- Manuelle Medizin im Wandel der Jahrzehnte. Folge 1: Jochen Sachse, MM 1999, S. 48–52 5. K. Schildt-Rudloff, J. Sachse, G. Harke: Wirbelsäule. Manuelle Untersuchung und Mobilisationsbehandlung für Ärzte und Physiotherapeuten, München, 2016
- Reversible hypomobile articular dysfunction. Manuelle Medizin 1998 36:176–181